# Ferdinand von Biedenfeld
Freiherr Ferdinand Leopold Carl von Biedenfeld (* 5. Mai 1788 in Karlsruhe; † 8. März 1862 in Weimar) war ein deutscher Dichter, Dramaturg und Publizist.

## Leben
Ferdinand von Biedenfeld war ein Sohn des großherzoglich badischen Obersten und Generalkommandeurs der Konskription des Großherzogtums Baden Ferdinand von Biedenfeld. Er studierte ab 1807 in Heidelberg, wo er Mitglied der Landsmannschaft der Oberrheiner wurde, und in Freiburg, war Theaterdirektor in Berlin, am Nationaltheater in Magdeburg, Breslau und ab 1835 in Weimar. Als Publizist gab er die Zeitschrift Der Elegante heraus.

## Familie
Ferdinand von Biedenfeld war der Letzte der Biedenfelds in Württemberg und Baden. Sein jüngerer Bruder Ernst (1793–1849) wurde 1849 als Beteiligter des badischen Aufstands standrechtlich hingerichtet.

## Werke
- Unterhaltungen für müßige Stunden. 2 Bände. 1815
- Wiesenblumen. Erzählung, 1818
- Der Ball nach der Mode. Lustspiel, 1818
- Mohnblüten. Erzählung, 2 Bde., 1820f.
- Der Liebe Wirken. Trauerspiel, 1821
- Die Parias. Schauspiel, nach der französischen Vorlage von Casimir Delavigne, gedruckt bei T. Trautwein, Berlin 1824
- Ludwig XI. letzte Tage. Drama, 1835
- Sagen, Märchen usw. 4 Bände. 1836
- Erzählungen. 1837
- Ursprung, Aufleben, Größe, Herrschaft, Verfall und jetzige Zustände sämmtlicher Mönchs- und Klosterfrauen-Orden im Orient und Occident: nebst den illuminirten Abbildungen von 77 verschiedenen geistlichen Orden und einer chronologisch-synchronistischen Tabelle der Entstehung von 481 Congregationen; nach Urkunden und Originalquellen; in 2 Bänden. Voigt, Weimar 1837–1839 (Digitalisat)
- Mönchs- und Klosterfrauen-Orden im Orient und Occident. 1837 (Digitalisat)
- Das Buch der Rose – eine populäre Monographie für Dichter, Botaniker, Gärtner und Blumenfreunde. Weimar 1840
- Weimar – Ein Führer f. Fremde u. Einheimische durch d. Stadt u. ihre Umgebungen. Wilhelm Hoffmann, Weimar 1841 (Ausgabe von 1852 online)
- Geschichte und Verfassung aller geistlichen und weltlichen, erloschenen und blühenden Ritterorden: Nebst einer Übersicht sämtlicher Militär- und Zivil-Ehrenzeichen, Medaillen. und einem Atlas mit beinahe 500 illuminierten Abbildungen der Ordensinsignien, Bänder und Ketten: zugleich als Fortsetzung von dessen Geschichte der Mönchs- und Klosterfrauen-Orden im Orient und Occident. Blühende Orden, 2 Bände, Bernhard Friedrich Voigt, Weimar 1841 (Digitalisat).
- Die Heraldik oder populäres Lehrbuch der Wappenkunde. Bernhard Friedrich Voigt, Weimar 1846 (Google Books).
- Die gepriesene Glückseligkeit unserer dermaligen Zustände in Deutschland. 1848
- Die komische Oper / vom Freiherrn von Biedenfeld. Leipzig 1848 (Digitalisat)
- Die komische Oper der Italiener, der Französen und der Deutschen : ein flüchtiger Blick in die Welt, wie sie war und ist. (Digitalisat)
- Feldzug der Oestreicher in Italien von der Papstwahl Pius des Neunten bis zum Waffenstillstand von Mailand. Weimar 1849